# Klenodliljesläktet
Klenodliljesläktet (Chlidanthus) är ett växtsläkte i familjen amaryllisväxter med fyra arter Bolivia och Peru. Arten klenodlilja (C. fragrans) odlas ibland som krukväxt i Sverige.
Alla arter i släktet utgörs av perenna örter med lök. Bladen är smala, bandlika, och blomstjälken ihålig. Blommorna ensamma, stödda av ett stödblad.

## Systematik
Släktets typart är klenodlilja (C. fragrans).
Andra arter enligt Catalogue of Life:
- Chlidanthus boliviensis
- Chlidanthus cardenasii
- Chlidanthus soratensis